# 大花扁蕾
大花扁蕾（学名：Gentianopsis grandis），为龙胆科扁蕾属下的一个植物种。